# Negidalowie
Negidalowie – autochtoniczna tunguska grupa etniczna ze wschodniej Syberii (Rosja).
Używana powszechnie, też w języku polskim nazwa tego narodu pochodzi z języka ewenkijskiego, gdzie wyraz ngegida oznacza „mieszkańca wybrzeża”. Sami Negidalowie określają się nazwą ilkan bejenin (elekem beje), oznaczającą „tutejsi”, lub amgun bejenin – „ludzie znad rzeki Amguń”.
Populacja Negidalów liczy 513 osób (rosyjski spis powszechny z 2010 r.). Zamieszkują oni głównie nad rzekami Amur i Amguń w Kraju Chabarowskim.
Używają języka negidalskiego, należącego do grupy tunguskiej języków tungusko-mandżurskich, choć w ostatnich latach jest on szybko wypierany przez rosyjski i obecnie jedynie mniejszość posługuje się ojczystym językiem.
Zmiany populacji Negidalów
| rok  | liczba Negidalów (według danych spisowych) |
| ---- | ------------------------------------------ |
| 1897 | 423                                        |
| 1926 | 426                                        |
| 1959 | 350                                        |
| 1970 | 537                                        |
| 1979 | 504                                        |
| 1989 | 622                                        |
| 2002 | 567                                        |
| 2010 | 513                                        |

Tradycyjnymi zajęciami tego ludu są myślistwo i rybołówstwo.
Tradycyjną religią Negidalów był szamanizm, obecnie zachowały się tylko jego przeżytki, a formalnie naród ten wyznaje prawosławie.